# (561) Ингвельда
(561) Ингвельда (нем. Ingwelde) — астероид главного пояса, который принадлежит к спектральному классу X. Он был открыт 26 марта 1905 года немецким астрономом Максом Вольфом в Обсерватории Хайдельберг-Кёнигштуль и назван в честь оперы «Ингвельде» Макса фон Шиллингса и главной её героини. Относится к астероидам семейства Фемиды.